# EN360

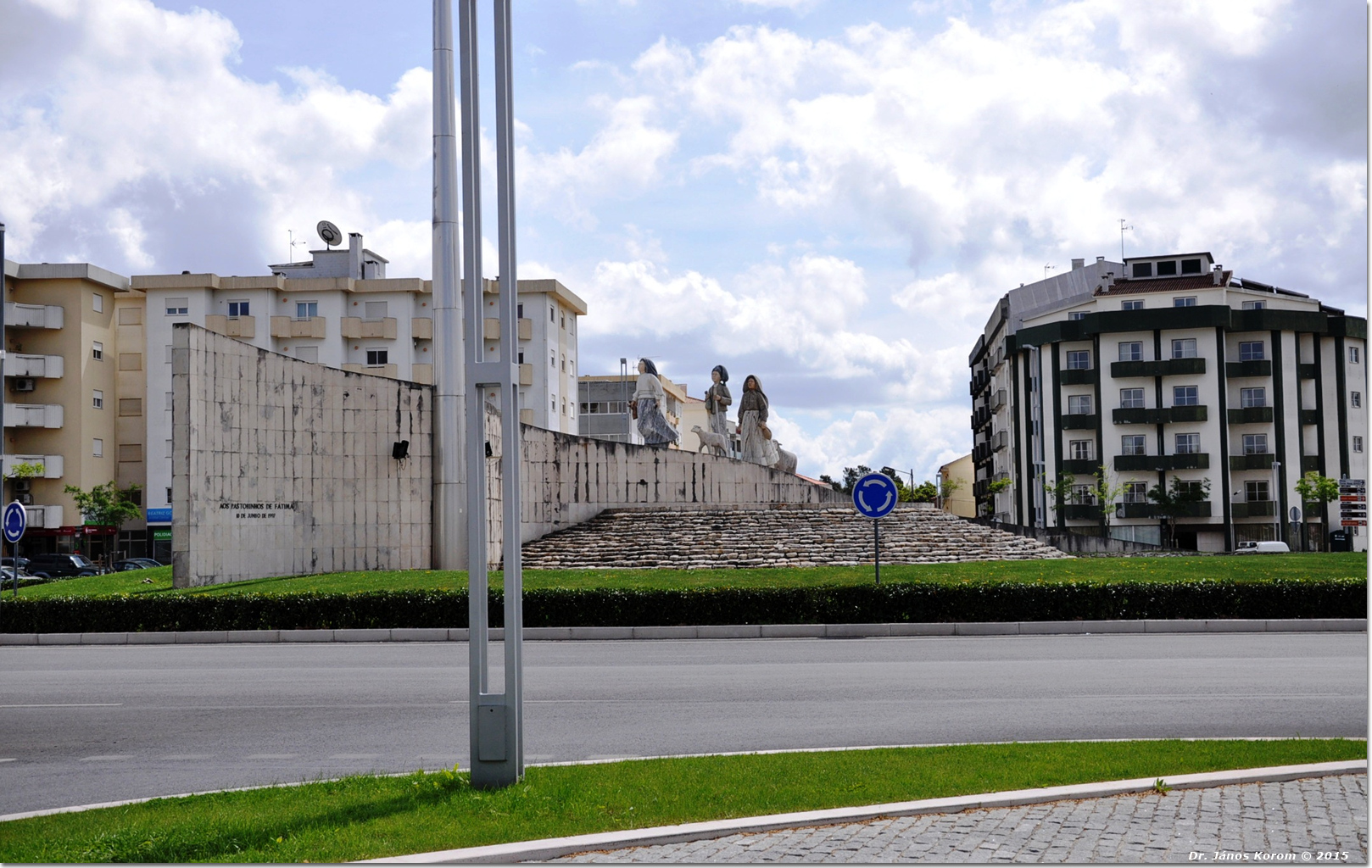
A Rotunda Sul de Fátima é um dos extremos da EN360 (Estrada de Minde / Av. Pastorinhos).

A EN 360 é uma estrada nacional que outrora integrava a rede de estradas do Plano Rodoviário Nacional, e que liga a praia da Foz do Arelho com o ponto quilométrico 0, junto ao Hotel Facho (isto é, no extremo junto ao mar desta estância balnear), à Rotunda dos Pastorinhos, ou Rotunda Sul, da cidade de Fátima, numa extensão de cerca de 82 km. Contudo o projeto final nunca foi concluído, apenas os troços Foz do Arelho–Benedita, assim como o troço Minde–Fátima foram construídos (que incluem a Estrada de Minde e a Avenida dos Pastorinhos). Segundo o Plano Rodoviário Nacional de 1945, esta estrada deveria atravessar a Serra dos Candeeiros, passando pela localidade de Valverde, onde entroncaria com a N 362.
Apesar dos troços da EN360 não constarem da actual rede complementar da Estradas de Portugal, estando, portanto, municipalizados, a sinalização destes mesmos troços assumem ainda a identificação de N 360.

## A Estrada da Foz
O troço Foz do Arelho–Caldas da Rainha durante várias décadas foi considerado uma "Estrada da Morte", especialmente entre os anos 80 e meados dos anos 90, nas noites de fim-de-semana e períodos de férias. Devido a isso, no início dos anos 90 limitou-se a velocidade deste troço a 70 km/h.
Com a construção da Variante Atlântica, consumada em 1999, a velha "Estrada da Foz" ganha uma alternativa e a velocidade máxima autorizada em todo o seu percurso, salvo excepções abaixo desse limite, são 50 km/h. Mesmo após obras de beneficiação levadas a cabo em meados dos anos 2000, que incluíram guias sonoras nos bordos da faixa de rodagem, melhorando claramente a segurança da via.

## Percurso

### Foz do Arelho (Facho) - Fátima
| Nome da Saída/Localidade Intermédia                                                       | Estrada que liga                                               |
| ----------------------------------------------------------------------------------------- | -------------------------------------------------------------- |
| Foz do Arelho                                                                             |                                                                |
| Salir do Porto Serra do Bouro São Martinho do Porto Caldas da Rainha (Variante Atlântica) | M 566-1                                                        |
| Nadadouro                                                                                 | M 1360                                                         |
| Zambujeiro Espinheira                                                                     | M 1359                                                         |
| Alto do Nobre                                                                             |                                                                |
| Zona Industrial                                                                           |                                                                |
| Águas Santas                                                                              |                                                                |
| A 8 / IC 1                                                                                | A 8 IC 1                                                       |
| Caldas da Rainha                                                                          |                                                                |
| Óbidos Bombarral Lisboa                                                                   | N 8                                                            |
| Vidais Rio Maior Santarém                                                                 | N 114-1                                                        |
|                                                                                           | Troço comum N 8 Rua Heróis da Grande Guerra (Caldas da Rainha) |
| Campo                                                                                     | M 566                                                          |
| Rio Maior Santarém                                                                        | 1ª Circular de Caldas da Rainha                                |
| Tornada Alcobaça                                                                          | 1ª Circular de Caldas da Rainha                                |
| Coto                                                                                      |                                                                |
| Casal da Serralheira                                                                      |                                                                |
| Casais da Ponte                                                                           |                                                                |
| Salir de Matos                                                                            |                                                                |
| Trabalhias                                                                                |                                                                |
| Carvalhal Benfeito                                                                        |                                                                |
| Portela                                                                                   |                                                                |
| Santa Catarina                                                                            |                                                                |
| Casal da Estrada                                                                          | N 8-6                                                          |
| Benedita                                                                                  |                                                                |
| … * Trajecto não construído.                                                              | Serra dos Candeeiros                                           |
| Minde                                                                                     | N 243 (Serra de Aire)                                          |
| Covão do Coelho                                                                           | Estrada de Minde (Serra de Aire)                               |
| Vale Alto                                                                                 | Estrada de Minde (Serra de Aire)                               |
| Boleiros                                                                                  | Estrada de Minde                                               |
| Valinho de Fátima                                                                         | Estrada de Minde                                               |
| Pederneira                                                                                | Estrada de Minde                                               |
| Fátima                                                                                    | Avenida dos Pastorinhos                                        |
| A 1                                                                                       | A 1                                                            |
|                                                                                           | N 357                                                          |
| Ourém                                                                                     | N 356                                                          |
| IC 9 Leiria                                                                               | N 356-M 357                                                    |

(*) Trajecto não construído.